# Карабулак (Аягозький район)
Карабула́к (каз. Қарабұлақ) — село у складі Аягозького району Абайської області Казахстану. Входить до складу Акшаулинського сільського округу.
Населення — 98 осіб (2021; 211 у 2009, 286 у 1999, 395 у 1989).
Національний склад станом на 1989 рік:
- казахи — 100 %